# Cromlech des Almendres
Le cromlech des Almendres (cromeleque dos Almendres) est une enceinte mégalithique située près de Nossa Senhora de Guadalupe, à 12 km à l'ouest d'Évora au Portugal.
C'est le plus important complexe mégalithique de toute la péninsule Ibérique, non seulement en raison de sa taille, mais aussi pour son état de conservation. C'est aussi l'un des plus importants d'Europe.

## Historique
Le cromlech des Almendres a été découvert en 1964 par Enrique Leonor Pina, alors qu'il procédait à l'élaboration de la carte géologique du Portugal en 1966. Il comportait alors plus d'une centaine de menhirs. Le site a été classé monument d'intérêt national en 1974. Entre 1986 et 1990, il a fait l'objet de trois campagnes d'études et de fouilles dirigées par José Pires Gonçalves et Mário Varela Gomes. Bien qu'appartenant à un propriétaire privé, la protection et la promotion touristique du site sont assurées par la Câmara Municipal d'Evora.

## Description

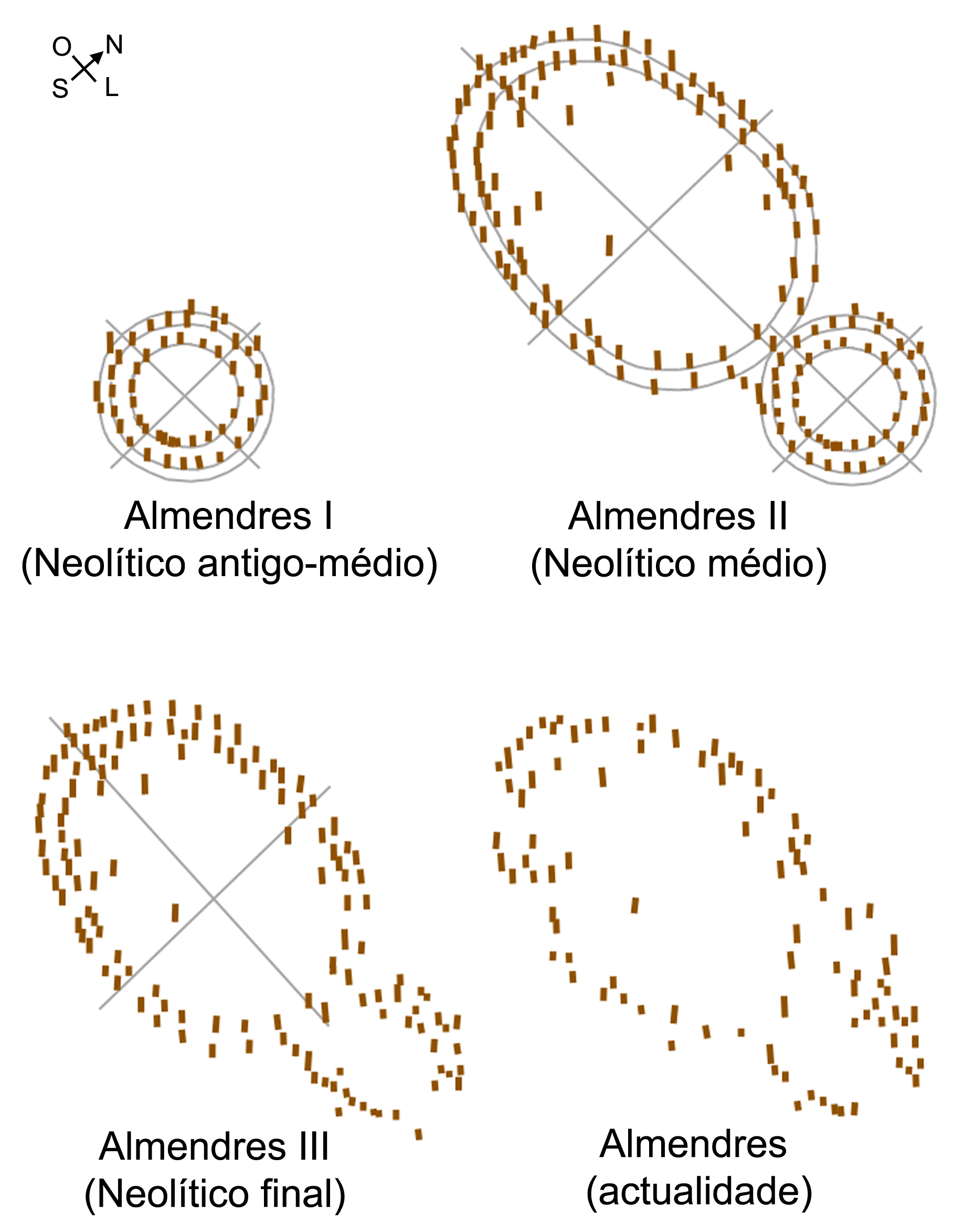
Évolution du site depuis le Néolithique jusqu'à nos jours.

Selon Mário Varela Gomes, le monument actuellement visible résulte de trois phases distinctes. Au Néolithique ancien/moyen, vers la fin du VIe millénaire av. J.-C., un ensemble de monolithes sont dressés en deux cercles concentriques réguliers. Au Néolithique moyen, une nouvelle construction constituée de deux ovales concentriques irréguliers est édifiée au nord-ouest de ce petit cercle. Au Néolithique final, l’ordonnancement des pierres du premier monument d'origine est bouleversé mais celui des pierres des grands ovales est respecté.
Dans son état actuel, le déplacement des menhirs affecte les deux constructions et l'ensemble des 95 pierres dessinent un ovale irrégulier de 60 m sur 30 m de diamètre orienté nord-ouest/sud-est. On peut toutefois encore y distinguer les deux constructions d'origine : au sud-est, un premier ovale constitué d'une trentaine de menhirs dressés sur un espace plat et au nord-ouest un second ovale beaucoup plus grand constitué de 56 pierres dressées sur une pente. Beaucoup de pierres découvertes renversées ont été redressées de manière assez anarchique. Les pierres mesurent 2 m de hauteur en moyenne, la plus haute 3,50 m. Sur le plan général du site qui a été dressé, chaque monolithe est désigné par un numéro qui permet une description individuelle.
Certaines pierres sont de formes phalliques et les pierres désignées sous les numéros 48, 56, 57, 58 et 64 comportent des gravures. Le menhir n°57 est orné dans sa partie sommitale de 13 figurations du motif dit baculos représentant des cornes ou des croissants, considéré comme un symbole de pouvoir, que l'on retrouve sur d'autres mégalithes, comme sur le menhir de Bulhoa. Le menhir n°48 comporte un décor de cercles, une figure anthropomorphe et un motif de baculos. Un baculos surmonté d'un cartouche rectangulaire est visible au sommet du menhir n°56. La parenté stylistique entre ce menhir et le menhir de Kermaillard, situé dans le département du Morbihan en France, confirme la parenté culturelle entre les mégalithismes ibérique et armoricain. Le menhir n°58 est orné au sommet de 3 cercles concentriques prolongés par des lignes ondulantes que Mário Varela Gomes interprète comme une représentation du soleil. Le menhir n°64 est décoré de motifs en forme de bouteilles.
Les fouilles ont permis de découvrir des tessons de céramique comportant un décor incisé et pointillé ainsi qu'une hache en pierre polie datés du Néolithique moyen et les traces d'un petit village daté du Chalcolithique.

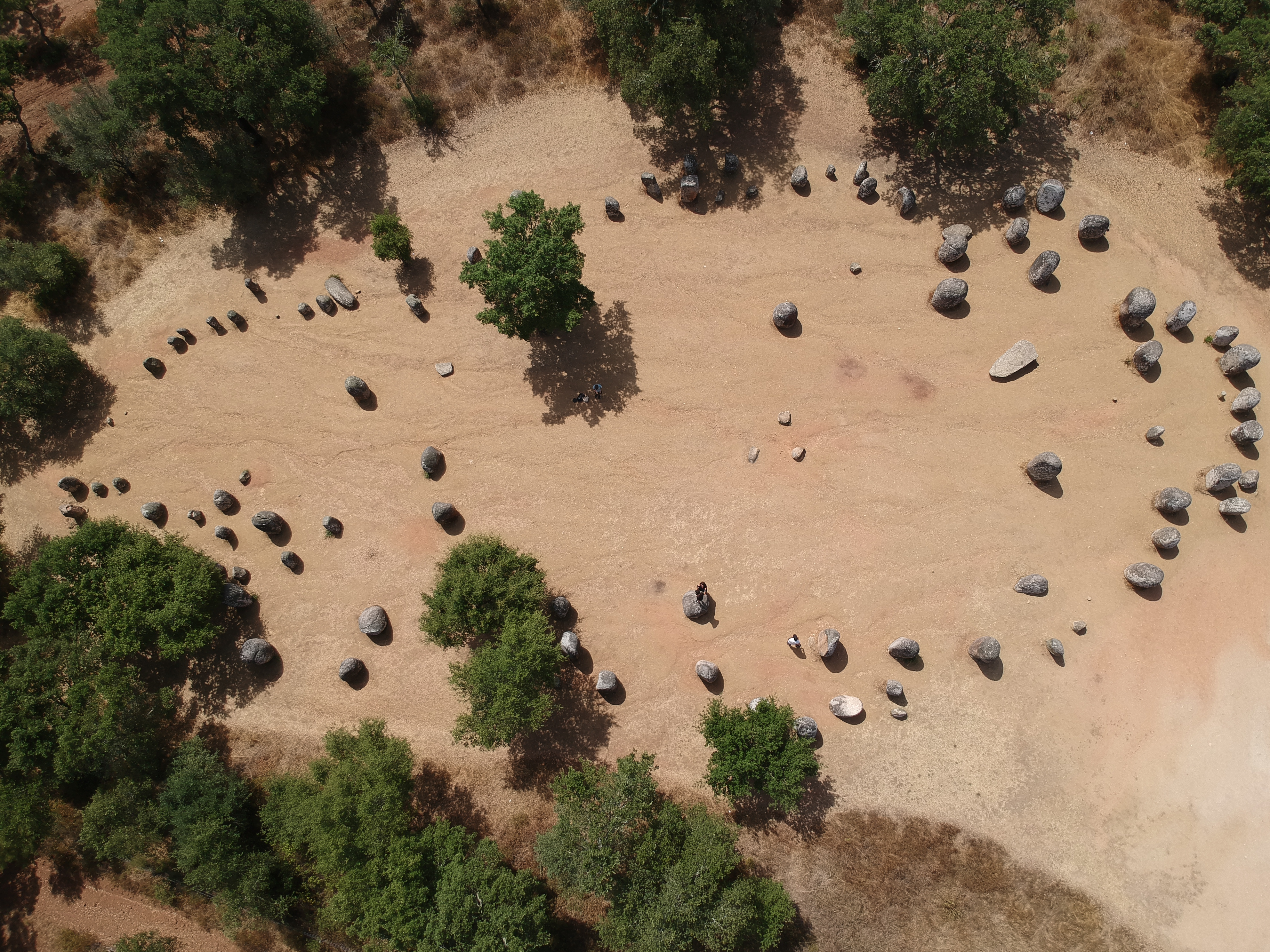
Vue aérienne du site.
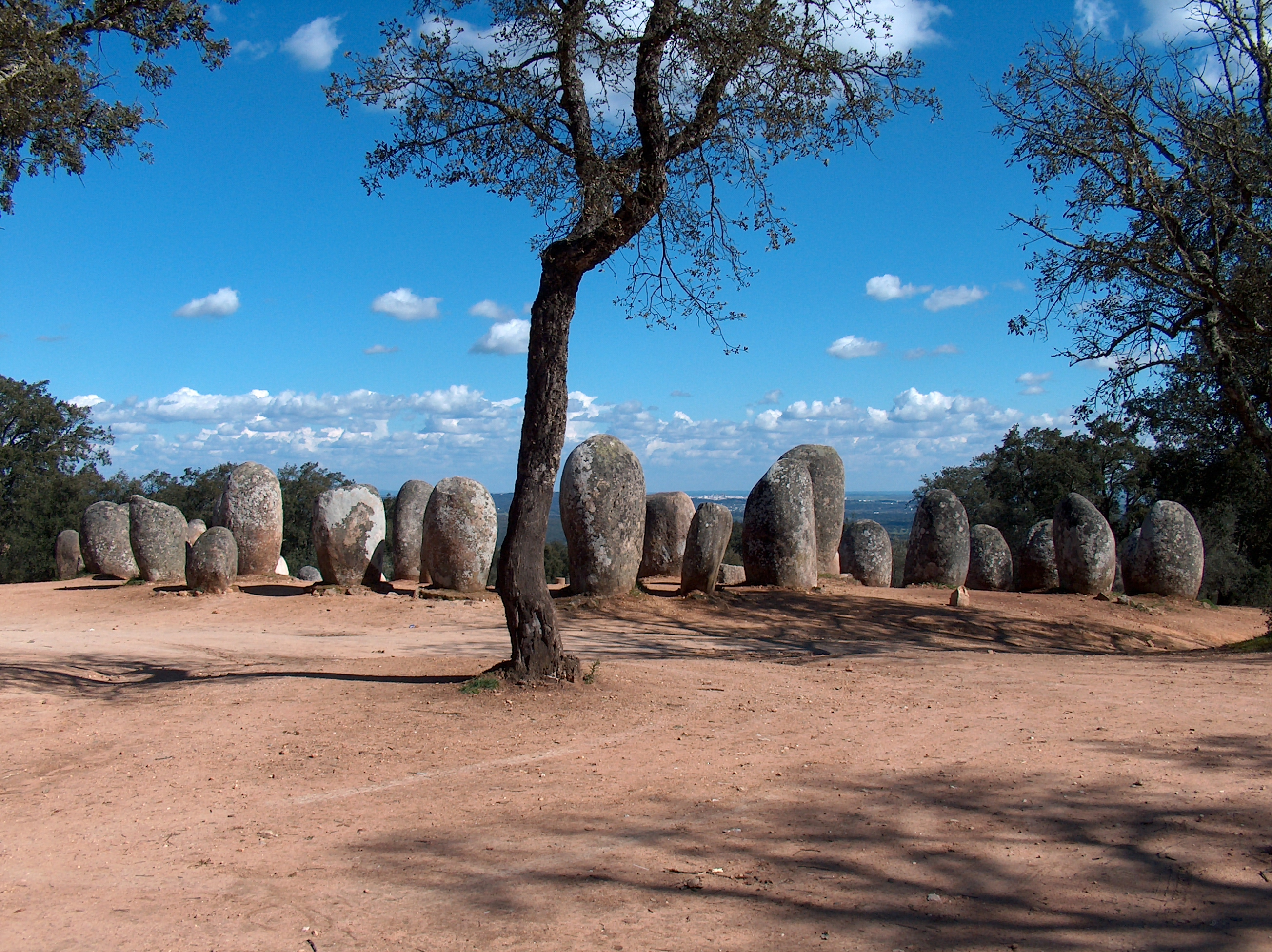
Cromlech des Almendres.
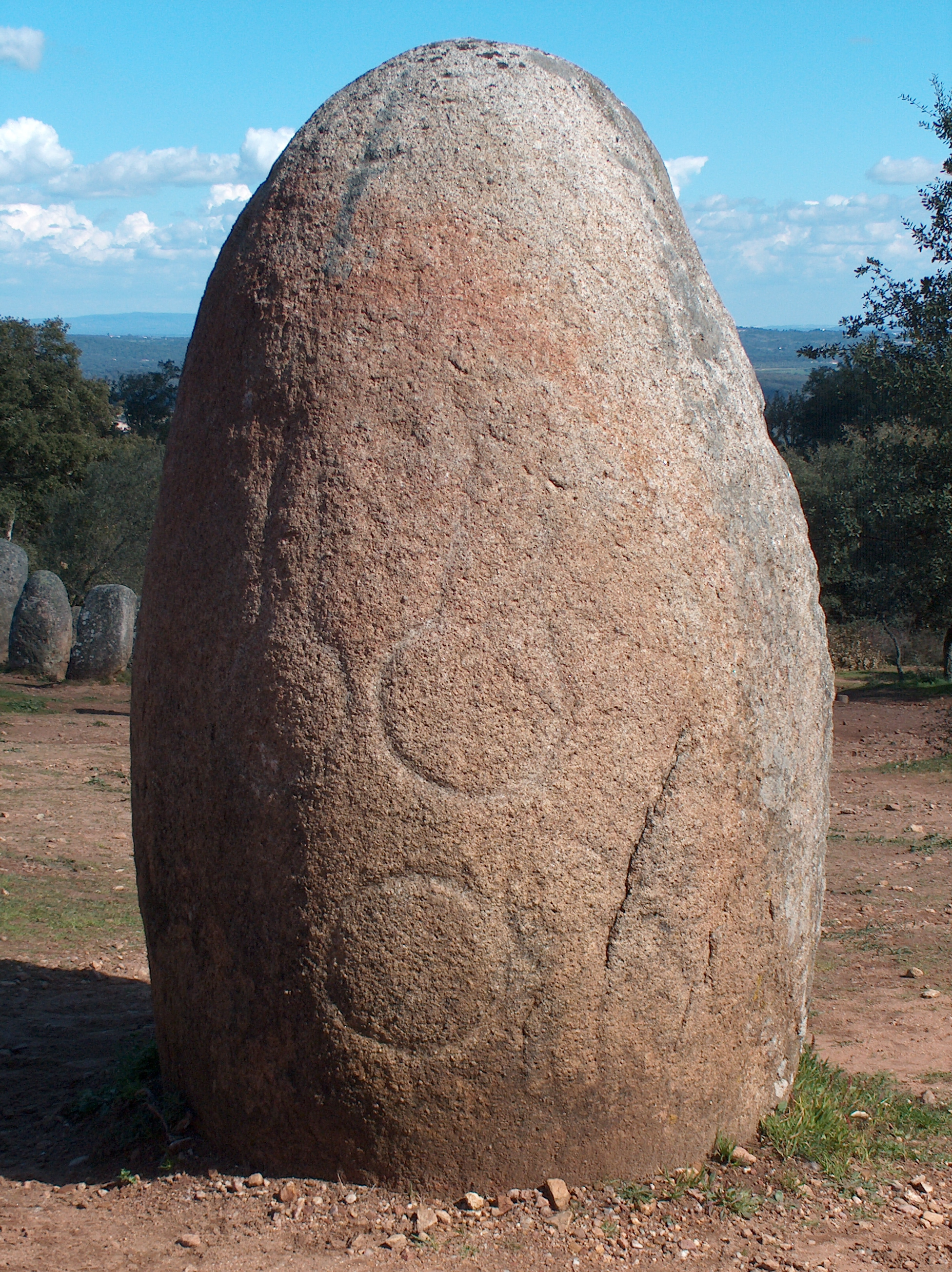
Menhir n°64 décoré de figures en forme de bouteilles.

## Menhir des Almendres

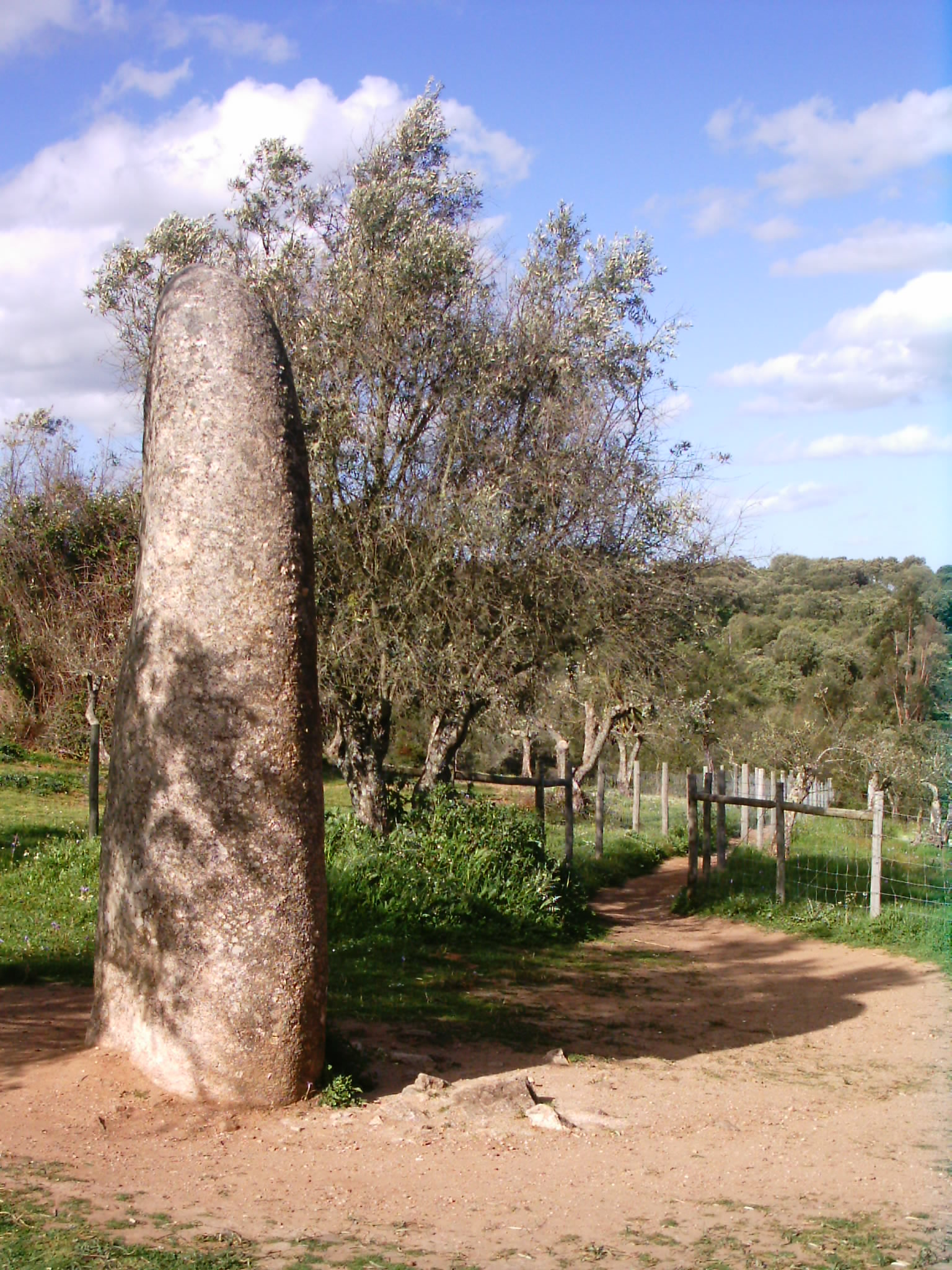
Grand menhir des Almendres.

Un grand menhir en granite porphyroïde est visible à 1,3 km au nord-est du site. Découvert renversé, il a été redressé à proximité immédiate de son lieu d'implantation d'origine. Il mesure 3,50 m de hauteur pour 1,20 m  de largeur et 0,80 m d'épaisseur.